# Sân vận động Marrakech
Sân vận động Marrakech (tiếng Ả Rập: ملعب  مراكش, tiếng Berber: Annar n Mrraksh) là một sân vận động đa năng ở Marrakech, Maroc. Sân được thiết kế bởi Gregotti Associati International.
Được hoàn thành vào tháng 1 năm 2012, sân được sử dụng chủ yếu cho các trận đấu bóng đá và có khả năng tổ chức Thế vận hội. Đây là sân nhà của đội bóng Kawkab Marrakech. Sân vận động có sức chứa 45.240 người. Sân đã thay thế Sân vận động Al Harti để trở thành sân nhà của Kawkab Marrakech. Đây là sân vận động chính của thành phố.
Sân đã tổ chức IAAF Continental Cup 2014, bốn giải đấu thể thao bao gồm trận chung kết Giải vô địch bóng đá thế giới các câu lạc bộ 2014 và Giải vô địch điền kinh châu Phi 2014.